# Ali (rapero)
Ali (nacido Ali Jones ) es un rapero estadounidense miembro del grupo de St. Louis St. Lunatics, junto con Nelly, Kyjuan, Murphy Lee y el encarcelado City Spud.
Ali convenció a Nelly, que es el miembro más popular del grupo, para recalar en el grupo. Desde entonces, ha aparecido en todos sus álbumes excepto en Suit, de 2004. Además, también ha grabado un álbum en solitario, Heavy Starch, en 2002.
Ali es también el presidente del sello discográfico de Nelly, Derrty Entertainment.
Tras colaborar con Big Gipp de Goodie MOb en el tema "Grillz" de Nelly, ambos trabajan para grabar un disco juntos.

## Discografía
- 2002 - Heavy Starch

## Singles
- 2000 - "Breathe In, Breathe Out" (Ali featuring St. Lunatics)
- 2002 - "Boughetto"
- 2002 - "Air Force Ones" (Nelly featuring Kyjuan, Murphy Lee & Ali)
- 2005 - "Grillz" (Ali & Big Gipp) EE. UU. #1 (2 semanas)